# Epirhyssa maculiceps
Epirhyssa maculiceps är en stekelart som beskrevs av Cameron 1905. Epirhyssa maculiceps ingår i släktet Epirhyssa och familjen brokparasitsteklar. Inga underarter finns listade i Catalogue of Life.